# Little Big Town

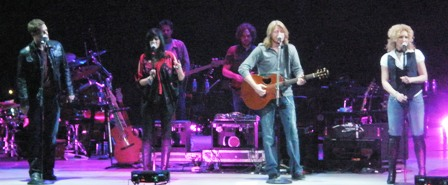
Little Big Town (2008)

Little Big Town ist eine US-amerikanische Countryband aus Homewood in Alabama.

## Bandgeschichte
Die beiden Collegefreundinnen Kimberly Roads und Karen Fairchild aus Georgia legten in den 1990ern den Grundstein für die Band, die 1998 mit den beiden aus Arkansas stammenden Sängern Jimi Westbrook und Phil Sweet vervollständigt wurde. Ein erster Plattenvertrag mit Mercury wurde wegen musikalischer Differenzen wieder aufgelöst, erst mit dem Label Monument, das zuvor schon mit den Dixie Chicks erfolgreich gewesen war, begann die Karriere von Little Big Town. Das Debütalbum mit dem Bandnamen als Titel und die ersten Singles Don't Waste My Time und Everything Changes brachten moderaten Erfolg. Der Durchbruch kam 2005 mit dem Album The Road to Here, das zwar die Top 10 der Countrycharts knapp verfehlte, sich aber über eine Million Mal verkaufte und mit Platin ausgezeichnet wurde, ebenso wie die Singleauskopplung Boondocks. Beide brachten ihnen auch jeweils eine Nominierung für einen Grammy ein, viermal wurden sie bei den CMA-Awards für eine Auszeichnung nominiert.
Mit dem Album A Place to Land konnten sie zwei Jahre später zwar den Erfolg nicht wiederholen, aber sie hatten sich mittlerweile als feste Countrygröße etabliert. Wegen ausgiebiger Touren und Nebenprojekten dauerte es bis 2010, bis das vierte Album The Reason Why fertiggestellt war. Damit kamen sie erstmals auf Platz 1 der Countrycharts und erreichten in den offiziellen Billboard 200 Platz 5. Der Song Little White Church war ihr dritter Hit in den Top 10 der Countrycharts.
Ihren bislang größten Erfolg hatten Little Big Town dann 2012 mit dem Song Pontoon. Es war nicht nur ihre erste Country-Nummer-eins-Single, das Lied verkaufte sich über zwei Millionen Mal. Dazu kamen ein Grammy Award für die beste Countrydarbietung einer Gruppe sowie der CMA-Award für die Single des Jahres. 2012 und 2013 wurden sie zudem von der CMA als Gesangsgruppe des Jahres ausgezeichnet. Das auf die Single folgende Album Tornado war ihr bislang erfolgreichstes und wieder ein Millionenseller. Bei den Grammy Awards 2016 gewannen sie zwei Preise für die beste Countrydarbietung einer Gruppe sowie den besten Countrysong für das Lied Girl Crush. Zwei Jahre später wurde der Song Better Man vom Album The Breaker mit einem Grammy ausgezeichnet.

## Mitglieder
- Karen Fairchild
- Kimberly Schlapman
- Phillip Sweet
- Jimi Westbrook

## Diskografie

### Studioalben
| Jahr | Titel            | Höchstplatzierung, Gesamtwochen, AuszeichnungChartplatzierungen (Jahr, Titel, Platzierungen, Wochen, Auszeichnungen, Anmerkungen) | Höchstplatzierung, Gesamtwochen, AuszeichnungChartplatzierungen (Jahr, Titel, Platzierungen, Wochen, Auszeichnungen, Anmerkungen) | Höchstplatzierung, Gesamtwochen, AuszeichnungChartplatzierungen (Jahr, Titel, Platzierungen, Wochen, Auszeichnungen, Anmerkungen) | Anmerkungen                              |
| Jahr | Titel            | UK | US | Country | Anmerkungen                              |
| ---- | ---------------- | --- | --- | --- | ---------------------------------------- |
| 2002 | Little Big Town  | — | — | Country40 (7 Wo.)Country | Erstveröffentlichung: 21. Mai 2002       |
| 2005 | The Road to Here | — | US51 Platin · (98 Wo.)US | Country12 (104 Wo.)Country | Erstveröffentlichung: 4. Oktober 2005    |
| 2007 | A Place to Land  | — | US24 (14 Wo.)US | Country10 (66 Wo.)Country | Erstveröffentlichung: 6. November 2007   |
| 2010 | The Reason Why   | — | US5 (12 Wo.)US | Country1 (51 Wo.)Country | Erstveröffentlichung: 24. August 2010    |
| 2012 | Tornado          | — | US2 ×2Doppelplatin · (65 Wo.)US                                                                                                   | Country1 (85 Wo.)Country | Erstveröffentlichung: 11. September 2012 |
| 2014 | Pain Killer      | — | US7 Platin · (73 Wo.)US | Country3 (83 Wo.)Country | Erstveröffentlichung: 21. Oktober 2014   |
| 2017 | The Breaker      | UK65 (1 Wo.)UK | US4 Gold · (16 Wo.)US | Country1 (29 Wo.)Country | Erstveröffentlichung: 24. Februar 2017   |
| 2020 | Nightfall        | — | US13 (2 Wo.)US | Country1 (6 Wo.)Country | Erstveröffentlichung: 17. Januar 2020    |
| 2022 | Mr. Sun          | — | US56 (1 Wo.)US | Country10 (2 Wo.)Country | Erstveröffentlichung: 16. September 2022 |

### Kompilationen
| Jahr | Titel         | Höchstplatzierung, Gesamtwochen, AuszeichnungChartplatzierungen (Jahr, Titel, Platzierungen, Wochen, Auszeichnungen, Anmerkungen) | Höchstplatzierung, Gesamtwochen, AuszeichnungChartplatzierungen (Jahr, Titel, Platzierungen, Wochen, Auszeichnungen, Anmerkungen) | Höchstplatzierung, Gesamtwochen, AuszeichnungChartplatzierungen (Jahr, Titel, Platzierungen, Wochen, Auszeichnungen, Anmerkungen) | Anmerkungen                          |
| Jahr | Titel         | UK | US | Country | Anmerkungen                          |
| ---- | ------------- | --- | --- | --- | ------------------------------------ |
| 2024 | Greatest Hits | — | — | Country49 (1 Wo.)Country | Erstveröffentlichung: 9. August 2024 |

### Singles
| Jahr | Titel Album                                                             | Höchstplatzierung, Gesamtwochen, AuszeichnungChartplatzierungen (Jahr, Titel, Album, Platzierungen, Wochen, Auszeichnungen, Anmerkungen) | Höchstplatzierung, Gesamtwochen, AuszeichnungChartplatzierungen (Jahr, Titel, Album, Platzierungen, Wochen, Auszeichnungen, Anmerkungen) | Höchstplatzierung, Gesamtwochen, AuszeichnungChartplatzierungen (Jahr, Titel, Album, Platzierungen, Wochen, Auszeichnungen, Anmerkungen) | Anmerkungen                                            |
| Jahr | Titel Album                                                             | UK | US | Country | Anmerkungen                                            |
| --- | ----------------------------------------------------------------------- | --- | --- | --- | ------------------------------------------------------ |
| 2002 | Don’t Waste My Time Little Big Town                                     | — | — | Country33 (19 Wo.)Country | Erstveröffentlichung: 11. Februar 2002                 |
| 2002 | Everything Changes Little Big Town                                      | — | — | Country42 (9 Wo.)Country | Erstveröffentlichung: 24. Juni 2002                    |
| 2005 | Boondocks The Road to Here                                              | — | US46 ×3Dreifachplatin · (20 Wo.)US | Country9 (36 Wo.)Country | Erstveröffentlichung: 5. Mai 2005                      |
| 2006 | Bring It On Home The Road to Here                                       | — | US58 (18 Wo.)US | Country4 (35 Wo.)Country | Erstveröffentlichung: 30. Januar 2006                  |
| 2006 | Good as Gone The Road to Here                                           | — | — | Country18 (21 Wo.)Country | Erstveröffentlichung: 25. September 2006               |
| 2007 | A Little More You The Road to Here                                      | — | — | Country20 (25 Wo.)Country | Erstveröffentlichung: 19. Februar 2007                 |
| 2007 | I’m with the Band A Place to Land                                       | — | — | Country32 (21 Wo.)Country | Erstveröffentlichung: 8. September 2007                |
| 2008 | Fine Line A Place to Land                                               | — | — | Country31 (19 Wo.)Country | Erstveröffentlichung: 14. Juli 2008                    |
| 2008 | Good Lord Willing A Place to Land                                       | — | — | Country43 (12 Wo.)Country | Erstveröffentlichung: 1. Dezember 2008                 |
| 2010 | Little White Church The Reason Why                                      | — | US59 Platin · (20 Wo.)US | Country6 (31 Wo.)Country | Erstveröffentlichung: 8. März 2010                     |
| 2010 | Kiss Goodbye The Reason Why                                             | — | — | Country42 (15 Wo.)Country | Erstveröffentlichung: 18. Oktober 2010                 |
| 2011 | The Reason Why                                                          | — | — | Country42 (14 Wo.)Country | Erstveröffentlichung: 7. März 2011                     |
| 2012 | Pontoon Tornado                                                         | — | US22 ×5Fünffachplatin · (20 Wo.)US | Country1 (21 Wo.)Country | Erstveröffentlichung: 30. April 2012 CMA-/Grammy-Award |
| 2012 | Tornado                                                                 | — | US51 Platin · (20 Wo.)US | Country6 (26 Wo.)Country | Erstveröffentlichung: 1. Oktober 2012                  |
| 2013 | Your Side of the Bed Tornado                                            | — | US96 Platin · (1 Wo.)US | Country29 (20 Wo.)Country | Erstveröffentlichung: 8. April 2013                    |
| 2013 | Sober Tornado                                                           | — | — | Country27 (20 Wo.)Country | Erstveröffentlichung: 30. September 2013               |
| 2014 | Day Drinking Pain Killer                                                | — | US40 Platin · (20 Wo.)US | Country4 (26 Wo.)Country | Erstveröffentlichung: 9. Juni 2014                     |
| 2014 | Girl Crush Pain Killer                                                  | UK— SilberUK | US18 ×7Siebenfachplatin · (24 Wo.)US | Country1 (36 Wo.)Country | Erstveröffentlichung: 15. Dezember 2014                |
| 2015 | Pain Killer                                                             | — | — | Country49 (1 Wo.)Country | Erstveröffentlichung: 24. August 2015                  |
| 2016 | Better Man The Breaker                                                  | — | US34 ×3Dreifachplatin · (20 Wo.)US | Country1 (26 Wo.)Country | Erstveröffentlichung: 20. Oktober 2016                 |
| 2017 | Happy People The Breaker                                                | — | — | Country40 (12 Wo.)Country | Erstveröffentlichung: 3. April 2017                    |
| 2017 | When Someone Stops Loving You The Breaker                               | — | US— GoldUS | Country36 (21 Wo.)Country | Erstveröffentlichung: 26. Juni 2016                    |
| 2018 | Summer Fever –                                                          | — | — | Country32 (12 Wo.)Country | Erstveröffentlichung: 6. Juni 2018                     |
| 2019 | The Daughters Nightfall                                                 | — | — | Country29 (1 Wo.)Country | Erstveröffentlichung: April 2019                       |
| 2020 | Wine, Beer, Whiskey Nightfall                                           | — | US100 ×2Doppelplatin · (1 Wo.)US | Country23 (44 Wo.)Country | Erstveröffentlichung: 1. Juni 2010                     |
| 2022 | Hell Yeah Mr. Sun                                                       | — | US91 Gold · (1 Wo.)US | Country22 (18 Wo.)Country | Erstveröffentlichung: 11. April 2022                   |
| Folgende Lieder erschienen nicht als Single, wurden aber durch das Album zum Download und Streaming bereitgestellt und konnten somit eine Platzierung erlangen: |                                                                         | | | |                                                        |
| |                                                                         | | | |                                                        |
| 2006 | Go Tell It on the Mountain Country For Christmas (Sampler)              | — | — | Country35 (4 Wo.)Country |                                                        |
| 2008 | Life in a Northern Town Love on the Inside / A Place to Land (Re-issue) | — | US43 Gold · (3 Wo.)US | Country28 (20 Wo.)Country | mit Sugarland und Jake Owen                            |
| 2020 | Next To You Nightfall                                                   | — | — | Country40 (1 Wo.)Country |                                                        |

Weitere Singles
- 2016: One of Those Days
- 2019: Over Drinking

## Auszeichnungen für Musikverkäufe
| Goldene Schallplatte - Kanada - 2013: für die Single Tornado - 2014: für das Album Tornado - 2017: für die Single Better Man | Platin-Schallplatte - Kanada - 2013: für die Single Pontoon - 2022: für die Single Wine, Beer, Whiskey |

Anmerkung: Auszeichnungen in Ländern aus den Charttabellen bzw. Chartboxen sind in ebendiesen zu finden.
| Land/RegionAuszeichnungen für Musikverkäufe (Land/Region, Auszeichnungen, Verkäufe, Quellen) | Silber  | Gold     | Platin       | Verkäufe   | Quellen         |
| -------------------------------------------------------------------------------------------- | ------- | -------- | ------------ | ---------- | --------------- |
| Kanada (MC)                                                                                  | —       | 3× Gold3 | 2× Platin2   | 280.000    | musiccanada.com |
| Vereinigte Staaten (RIAA)                                                                    | —       | 4× Gold4 | 28× Platin28 | 30.000.000 | riaa.com        |
| Vereinigtes Königreich (BPI)                                                                 | Silber1 | —        | —            | 200.000    | bpi.co.uk       |
| Insgesamt                                                                                    | Silber1 | 7× Gold7 | 30× Platin30 |            |                 |